# Coeleumenes timorensis
Coeleumenes timorensis är en stekelart som beskrevs av Vecht 1963. Coeleumenes timorensis ingår i släktet Coeleumenes och familjen Eumenidae. Inga underarter finns listade i Catalogue of Life.